# Виево
Виево е село в Южна България. То се намира в община Смолян, област Смолян.

## География
Село Виево е разположено на 27 км североизточно от Смолян сред красив планински пейзаж с надморска височина 1080 м. По данни от преброяването през 2013 г. в селото живеят 413 души.

## История
Според краеведчески изследвания село Виево и съседното село Славейно са възникнали от общото село Илинденя. Неслучайно в османски документ от 1839 г. Виево е с турско име Каршилъ саагър (Малко Каршилъ), а Карлуково (дн. Славейно) – Каршилъ кебир (Голямо Каршилъ). В друг османски документ, датиран от 1676 г., в който са изброени среднородопски села, доставили ечемик за османската войска, е отбелязано едно-единствено село Каршилъ със 126 кила (1 кило = близо 25 кг) – с. 28). Запазени са сведения за роднински връзки на населението от тези 2 села, разделило се след приемането на исляма от виевци. Като следствие от ислямизацията виевци започват да се женят за ислямизирани родопчани и така в говора на селото се пренасят нехарактерни за говорите на околните села особености като акавизъм и др., пренесени от с. Търън (Смолянско), Средногорци (Маданско) и др.
По време на османското владичество с. Виево е център на нахия със свои деребеи, които тормозят християнското население от съседните села Горно Дерекьой (Момчиловци), Карлуково (Славейно), Петково, особено в смутни времена като Априлското въстание, Руско-турската освободителна война и др.
Мъже от с. Виево са участвали в Отечествената война. В тяхна чест в селото е поставена паметна плоча.
В османски поименен регистър от 1841 година се посочва, че от Виево (Каршилъ-и съър) са постъпили в армията 4 войници, което според Стоян Райчевски е косвено доказателство, че по онова време в селото са живели помаци. В демографската статистиката на професор Любомир Милетич от 1912 година е посочено, че в селото живеят 150 помаци.
В периода от 1 декември 1912 до началото на януари 1913 година жителите на селото са подложени на мъчения от български военизирани формирования с дейци на БПЦ с цел да бъдат покръстени. Населението е подложено на терор, разрушени са 130 къщи. През 1912 г. селото е превзето от българска войска, виевските аги молят славейновци да запазят селото и те ходатайстват пред военачалниците, но впоследствие селото е изгорено от други военни части.

## Религии
Част от населението, основно възрастни хора, изповядва исляма. В миналото във Виево е имало голяма джамия с медресе, но през 1981 година е съборена от комунистическия режим. На 26 ноември 2009 година в навечерието на Курбан Байрам в село Виево е отворена джамия, построена със средства на местните жители и с помощта на бизнесмени и други дарители.

## Забележителности
В местността Говедарника се намира водоизточникът „Шафрана“ с лековита вода. На Гергьовден в полунощ часа цялото население се стича, за да си налее от водата, за която се счита, че след напръскване с нея на хората, къщите и животните те ще са здрави през цялата година.
Красивите природни местности предоставят възможности за риболов и спортуване, вкл. със ски.
Паметта на жителите е съхранена в музея с етнографска сбирка от стари носии, уреди за тъкане и предмети от бита и фотоизложбата „Виево – минало, настояще и бъдеще“.
Виево е известно в цяла България с Виевската фолклорна група.

## Редовни събития
Празникът на селото се провежда всяка година през последната събота на май.